# Colin Farrell
Colin James Farrell, född 31 maj 1976 i Castleknock, Dublin, är en irländsk skådespelare. Han fick sitt genombrott 2002 med filmen Minority Report och skulle bli Oscarsnominerad för sin medverkan i The Banshees of Inisherin (2022).

## Biografi

### Uppväxt
Colin Farrell föddes i Castleknock i Dublin. Han är son till hemmafrun Rita och fotbollsspelaren Eamon. Eamon spelade professionellt för Shamrock Rovers FC och drev en hälsobutik. Colin Farrell spelade också fotboll och hans far var tränare. Hans farbror Tommy Farrell spelade också fotboll för Shamrock Rovers. Farrell har tre syskon, Claudine (som även är hans assistent), Catherine och Eamon Jr. Han uppfostrades katolskt och gick på en privatskola bara för pojkar innan han började på Gormanston College. Han gjorde då en audition för att sjunga i pojkbandet Boyzone men blev inte antagen.
Colin Farrells inledande inspiration till att skådespela är när han såg Henry Thomas i filmen E.T. the Extra-Terrestrial (1982) som rörde honom till tårar. Med sin brors uppmuntran började han på Gaiety School of Acting men hoppade av när han fick rollen som Danny Byrne i BBC-serien Ballykissangel.

### Tidig karriär
Förutom en statistroll var Ballykissangel (1998–1999) Farrells skådespelardebut. Han medverkade också i miniserien Falling for a Dancer (1998) innan han fick sin första filmroll i Tim Roths regidebut The War Zone (1999). Han medverkade också i Ordinary Decent People (2000) innan han fick sin första huvudroll i den av Joel Schumacher regisserade Tigerland (2000). Han ska ha fått rollen på grund av sin charm. Filmen fick ett godkänt mottagande av kritiker men tjänade bara in 148 000 dollar av sin budget på 10 miljoner dollar. Han hade två floppar till med sina nästa roller i filmerna American Outlaws (2001) och Hart's War (2002).

### Genombrott
Farrell och Schumacher fick revansch med sitt nästa samarbete Phone Booth (2002) som blev både väl mottagen av kritikerna och spelade in över 100 miljoner dollar mot en budget på 13 miljoner dollar. Han fick sedan sitt breda genombrott genom birollen som agenten Danny Witwer i Steven Spielbergs film Minority Report (2002) där han spelade mot Tom Cruise. Matt Damon hade fått Farrells roll men var tvungen att hoppa av för att medverka i Ocean's Eleven (2001). Farrell har sagt att han inte hade något emot att vara andrahandsvalet efter Damon. Farrell var sedan påtänkt som huvudrollen i superhjältefilmen Daredevil (2002) men förlorade den mot Ben Affleck och fick istället rollen som filmens skurk Bullseye.
Farrell fick sedan vidare succéer med filmerna Uppdraget (2003) och S.W.A.T. (2003). Även om filmerna inte blev kritikerrosade fick de ett godkänt mottagande men blev finansiellt stora framgångar. Farrell började också ta roller i independentfilmer såsom Intermission (2003) där han spelade mot Cillian Murphy. Filmen blev den mest inkomstbringande irländska independentfilmen någonsin. Året efter medverkade han även i independentfilmen A Home at the End of the World där han blev hyllad för sin insats.

### Vidare framgångar
Farrell porträtterade Alexander den store i Oliver Stones biografiska film Alexander (2004). Filmen blev sågad och dess autenticitet rejält ifrågasatt till den grad att filmen blev kontroversiell. Det blev också kontroversiellt att Alexander den store framställdes som bisexuell. Farrell porträtterade sedan kapten John Smith i den Oscarsnominerade filmen Den nya världen (2005). Finansiellt blev den ett misslyckande men den blev kritikerrosad och Farrell hyllad för sin insats. Han medverkade sedan bredvid Jamie Foxx i den nyinspelade actionfilmen Miami Vice (2006). Filmen blev en stor succé. När DVD-videon släpptes sålde den 1 miljon exemplar bara på en vecka.
Farrell medverkade sedan i Woody Allen-filmen Cassandra's Dream (2007) där han blev hyllad för sin insats. Han hyllades även för sin insats i den svarta komedin In Bruges (2008), även om hans motspelare Brendan Gleeson stal uppmärksamheten. Farrell mottog också sin första Golden Globe för rollen. Hyllningarna skulle fortsätta när han sedan medverkade i dokumentärfilmen Kicking It (2008) som handlade om hemlösa fotbollsspelare. Farrell donerade sina inkomster från filmen till ett irländskt härbärge.

### Motgångar
2009 medverkade Farrell i fyra filmer. De två internationella filmerna Triage (Bosnien) och Ondine (Irland) hade svårigheter med sin distribution och nådde därför få biografer. För sin roll som krigskorrespondenten Mark Walch i Triage gick han ner 15 kg. Han spelade också mot Jeff Bridges i Crazy Heart. Han var också en av de skådespelare som tog över Heath Ledgers sista filmroll efter han dött, tillsammans med Johnny Depp och Jude Law. De spelade allihop versioner av karaktären Tony i Terry Gilliams The Imaginarium of Doctor Parnassus. De donerade sina inkomster för filmen till Ledgers dotter Matilda.
Året därpå spelade han mot Keira Knightley i London Boulevard, där både filmen och Farrell sågades av kritikerna. Han medverkade sedan i komedin Horrible Bosses (2011) och ungdomsfilmen Fright Night (2011) vilka inte heller blev några framgångar. Han fick sedan rollen som Douglas Quaid i nyinspelningen av Total Recall (2012). Filmen blev inte den succé som förväntades. Även hans nästkommande roller i Seven Psychopats (2012) och Dead Man Down (2013) mottogs ganska mediokert. Hans nästa film Saving Mr. Banks (2013) fick några positiva recensioner. I filmen Winter's Tale (2014) lyckades Farrell få rollen över de yngre förmågor som eftersöktes som Tom Hiddleston, Garret Hedlund och Aaron Taylor-Johnson. Filmen sågades men Farrell fick god kritik. Han fick sedan huvudrollen i säsong två av den hyllade serien True Detective (2015). Vid tidpunkten väckte det uppmärksamhet efter att första säsongen med Woody Harrelson och Matthew McConaughey blivit en sådan stor succé och ansågs vara en av tidernas bästa serie. Andra säsongen med Farrell fick inte alls samma mottagande utan sågades tvärtom.

### Etablerad karriär
Farrell mottog hyllningar för sin medverkan i Yorgos Lanthimos filmen The Lobster (2015). Filmen mottog även juryns pris på Cannes filmfestival och blev Oscarsnominerad. Han medverkade sedan i Fantastiska vidunder och var man hittar dem (2016) innan han samarbetade med Lanthimos än en gång i The Killing of a Sacred Deer (2017). Samma år medverkade han även i Sofia Coppolas film De bedragna och den Oscarsnominerade Roman J. Israel, Esq. Han medverkade sedan i Steve McQueens film Widows (2019) och Tim Burtons liveversion av Dumbo (2019).
2022 spelade han filmskurken The Penguin i The Batman mot Robert Pattinson. Karaktären fick 2024 en egen spinoff-serie på HBO kallad The Penguin. Farrell porträtterade även grottdykaren John Volanthen i den biografiska filmen Thirteen Lives. Han återförenades med Brendan Gleeson i dramafilmen The Banshees of Inisherin. Han fick flera priser för sin insats däribland en Golden Globe. Han kom också att bli Oscarsnominerad för bästa manliga huvudroll.

## Privatliv
Farrell delar sin tid mellan Dublin och Los Angeles och äger hus i båda städerna. Han har sagt att han lider av insomni, depressioner och mörka tankar.
Farrell har en gedigen historia med kvinnor han inlett relationer med, däribland Amelia Warner, Britney Spears, Nicole Narain, Angelina Jolie, Elizabeth Taylor, Maeve Quinlan, Demi Moore, Emma Forrest samt läkarstudenten Muireann McDonnell.
2003 fick han en son, James, tillsammans med modellen Kim Bordenave som är diagnostiserad med Angelmans syndrom. 2009 fick han en son tillsammans med skådespelerskan Alicja Bachleda-Curuś.
I december 2005 lade Farrell in sig på rehab för ett beroende av droger och smärtstillande.
I januari 2006 stämde Farrell sin före detta flickvän Nicole Narain och påstod att hon och Internet Commerce Group (ICG) spred en 13 minuter lång sexvideo på paret. Farrell blev erbjuden 5 miljoner dollar från ICG för rättigheterna. Narain nekade till anklagelserna och i juli 2006 gjordes en hemlig uppgörelse.

## Filmografi (i urval)

### Film
| År   | Titel                                       | Roll                                   | Notering           |
| ---- | ------------------------------------------- | -------------------------------------- | ------------------ |
| 1995 | Frankie Starlight                           | Ung man i biograf                      |                    |
| 1996 | När Finbar försvann                         | Simon                                  | Okrediterad        |
| 1999 | The War Zone                                | Nick                                   |                    |
| 2000 | Ordinary Decent Criminal                    | Alec                                   |                    |
| 2000 | Tigerland                                   | Menig Roland Bozz                      |                    |
| 2001 | American Outlaws                            | Jesse James                            |                    |
| 2002 | Hart's War                                  | Löjtnant Thomas W. Hart                |                    |
| 2002 | Minority Report                             | Agent Danny Witwer                     |                    |
| 2002 | Phone Booth                                 | Stu Shepard                            |                    |
| 2003 | Uppdraget                                   | James Douglas Clayton                  |                    |
| 2003 | Daredevil                                   | Bullseye                               |                    |
| 2003 | Veronica Guerin – I sanningens tjänst       | Tatuerad kille                         | Cameo              |
| 2003 | S.W.A.T.                                    | Jim Street                             |                    |
| 2003 | Intermission                                | Lehiff                                 |                    |
| 2004 | A Home at the End of the World              | Bobby Morrow (1982)                    |                    |
| 2004 | Alexander                                   | Alexander                              |                    |
| 2005 | Den nya världen                             | Kapten John Smith                      |                    |
| 2006 | Miami Vice                                  | Detektiv James 'Sonny' Crockett        |                    |
| 2006 | Ask the Dust                                | Arturo Bandini                         |                    |
| 2007 | Cassandra's Dream                           | Terry Blaine                           |                    |
| 2008 | Pride and Glory                             | Sergeant Jimmy Egan                    |                    |
| 2008 | In Bruges                                   | Ray                                    |                    |
| 2009 | Ondine                                      | Syracuse / Circus                      |                    |
| 2009 | Triage                                      | Mark Walsh                             | Även producent     |
| 2009 | Crazy Heart                                 | Tommy Sweet                            |                    |
| 2009 | The Imaginarium of Doctor Parnassus         | Imaginarium Tony (3:e tranformationen) |                    |
| 2010 | The Way Back                                | Valka                                  |                    |
| 2010 | London Boulevard                            | Harry Mitchel                          |                    |
| 2011 | Horrible Bosses                             | Bobby Pellitt                          |                    |
| 2011 | Fright Night                                | Jerry Dandrige                         |                    |
| 2012 | Total Recall                                | Douglas Quaid / Agent Carl Hause       |                    |
| 2012 | Seven Psychopaths                           | Marty Faranan                          |                    |
| 2013 | Dead Man Down                               | Victor / Laszlo Kerick                 |                    |
| 2013 | Epic – Skogens hemliga rike                 | Ronin                                  | Röstroll           |
| 2013 | Saving Mr. Banks                            | Travers Robert Goff                    |                    |
| 2014 | Winter's Tale                               | Peter Lake                             |                    |
| 2014 | Miss Julie                                  | John                                   |                    |
| 2015 | The Lobster                                 | David                                  |                    |
| 2015 | Solace                                      | Charles Ambrose                        |                    |
| 2016 | Fantastiska vidunder och var man hittar dem | Percival Graves / Gellert Grindelwald  |                    |
| 2017 | The Killing of a Sacred Deer                | Steven Murphy                          |                    |
| 2017 | De bedragna                                 | John McBurney                          |                    |
| 2017 | Roman J. Israel, Esq.                       | George Pierce                          |                    |
| 2018 | Widows                                      | Jack Mulligan                          |                    |
| 2019 | Dumbo                                       | Holt Farrier                           |                    |
| 2019 | The Gentlemen                               | Coach                                  |                    |
| 2020 | Artemis Fowl                                | Artemis Fowl I                         |                    |
| 2020 | Ava                                         | Simon                                  |                    |
| 2021 | Voyagers                                    | Richard Alling                         |                    |
| 2021 | After Yang                                  | Jake                                   |                    |
| 2022 | The Batman                                  | Oswald "Oz" Cobblepot / The Penguin    |                    |
| 2022 | Thirteen Lives                              | John Volanthen                         |                    |
| 2022 | The Banshees of Inisherin                   | Pádraic Súilleabháin                   |                    |
| 2024 | The Spaceman                                | The Spaceman                           | Röstroll, kortfilm |
| TBA  | A Big Bold Beautiful Journey                | David                                  | Kommande           |

### TV
| År        | Titel                | Roll                                | Noterin                                   |
| --------- | -------------------- | ----------------------------------- | ----------------------------------------- |
| 1998-1999 | Ballykissangel       | Danny Byrne                         | 18 avsnitt                                |
| 1998      | Falling For A Dancer | Daniel McCarthey                    | 4 avsnitt                                 |
| 2004      | Saturday Night Live  | Värd                                | Avsnitt: Colin Farrell / Scissor Sisters" |
| 2005      | Scrubs               | Billy Callahan                      | Avsnitt: "My Lucky Charm                  |
| 2010      | Sesam                | Sig själv                           | Avsnitt: "The Whoosh & Vanish Mystery"    |
| 2015      | True Detective       | Detective Ray Velcoro               | 8 avsnitt                                 |
| 2021      | The North Water      | Henry Drax                          | 5 avsnitt                                 |
| 2024      | Sugar                | John Sugar                          | 8 avsnitt, även producent                 |
| 2024      | The Penguin          | Oswald "Oz" Cobblepot / The Penguin | 8 avsnitt, även producent                 |

## Priser och utmärkelser
- Golden Globe Award för bästa manliga huvudroll - musikal eller komedi, för In Bruges,  2009
- Volpipokalen för bästa manliga skådespelare, för The Banshees of Inisherin,  10 september 2022[7]
- Golden Globe Award för bästa manliga huvudroll - musikal eller komedi, för The Banshees of Inisherin,  10 januari 2023[8]
- Screen Actors Guild Award for fremragende tolkning i en mannlig hovedrolle i en miniserie eller film, för The Penguin,  2025
- Critics' Choice Television Award for Best Movie/Miniseries Actor, för The Penguin,  2025
- Golden Globe Award för bästa manliga skådespelare i en miniserie eller TV-film, för The Penguin,  2025

[Redigera Wikidata]